# Питерсбург (Индијана)
Питерсбург (енгл. Petersburg) град је у америчкој савезној држави Индијана.

## Демографија
По попису из 2010. године број становника је 2.383, што је 187 (-7,3%) становника мање него 2000. године.
| Група             | 2000.         | 2010.         |
| Белци             | 2.541 (98,9%) | 2.313 (97,1%) |
| Афроамериканци    | 5 (0,2%)      | 13 (0,5%)     |
| Азијати           | 0 (0,0%)      | 11 (0,5%)     |
| Хиспаноамериканци | 10 (0,4%)     | 22 (0,9%)     |
| Укупно            | 2.570         | 2.383         |